# Lee Majors
Lee Majors, pseudonimo di Harvey Lee Yeary Jr. (Wyandotte, 23 aprile 1939), è un attore statunitense, apparso in serie televisive prodotte da ABC per oltre quattro decenni.
È noto per i ruoli televisivi di Heath Barkley in  La grande vallata  (1965-1969), di Jess Brandon in Difesa a oltranza (1971-1974), del colonnello Steve Austin in L'uomo da sei milioni di dollari (1974-1978), e di Colt Seavers in Professione pericolo (1981-1986). È anche stato il colonnello Seymour Kooze in tre episodi della serie Son of the Beach (2002) e il padre di Ash Williams nella serie Ash vs Evil Dead (2016-2018).

## Biografia
Figlio di Carl Yeary (morto in un incidente sul lavoro) e Alice Yeary (morta in un incidente d'auto), Harvey Lee Yeary Jr. nasce a Wyandotte, nelle vicinanze di Detroit (Michigan). Rimasto orfano nel 1941, fu adottato dai suoi zii, Harvey Sr. & Mildred Yeary, e si trasferì a Middlesboro (Kentucky), dove frequentò la Middlesboro High School, partecipando a numerose competizioni sportive ed eccellendo in diverse discipline, dall'atletica leggera al football americano. Come stella sportiva del suo corso di studi, vinse numerosi premi ed è ancora oggi l'atleta più ricordato nella storia della sua high school.

Diplomatosi nel 1957, frequentò poi l'Indiana University continuando a distinguersi in numerosi sport. Lasciò l'Indiana University nel 1959 e si trasferì all'Eastern Kentucky University a Richmond, Kentucky, dove entrò in una confraternita. Lo stesso anno, subì un grave infortunio rimanendo a rischio di paralisi permanente per due settimane, evento che pose fine alla sua carriera di giocatore di football americano. Si laureò nel 1962 in Storia ed Educazione Fisica e intraprese la carriera di insegnante. Prima di diventare attore, adottò il nome d'arte Lee Majors. È stato il marito dell'attrice Farrah Fawcett dal luglio 1973 al febbraio 1982.

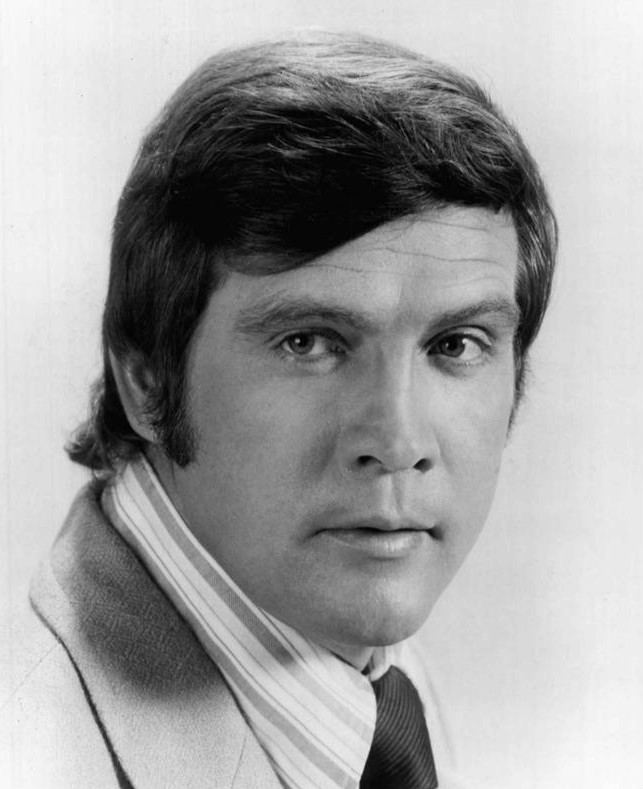
Lee Majors nel 1972

Dopo la laurea conseguita nel 1963, Majors ricevette un'offerta dagli Arizona Cardinals, una squadra di football americano, per un provino; tuttavia, rinunciò per star vicino alla prima moglie Kathy Robinson, ed al figlio. L'anno successivo si trasferì con la famiglia a Los Angeles (California), dove lavorò al dipartimento parchi ed attività ricreative della città, in qualità di direttore del North Hollywood Park. È lì che conobbe numerosi attori e personalità del mondo dello spettacolo, tra cui Dick Clayton, che fu anche l'agente di James Dean. Su consiglio di Clayton, Majors si iscrisse per un anno alla sua scuola di recitazione e studiò anche con l'insegnante di arte drammatica Estelle Harman presso l'MGM. All'età di 25 anni, esordì nel film horror 5 corpi senza testa (1964), con Joan Crawford, e la sua carriera decollò.
Lo stesso anno, Majors fu scelto tra oltre 400 attori, compreso Burt Reynolds, per il ruolo di Heath Barkley, co-protagonista nella nuova serie western La grande vallata, per la rete ABC, accanto alla leggendaria attrice Barbara Stanwyck e alla stella nascente Linda Evans (nel ruolo di Audra, la giovane sorella di Barkley). Tra Majors, la Stanwyck e la Evans vi fu subito affiatamento, e lo show ottenne un immediato successo. Majors si impegnò molto per la parte, in quanto dovette imparare a cavalcare. Ottenne inoltre un ruolo cinematografico nel western Costretto ad uccidere (1968) con Charlton Heston. Lo stesso anno fu chiamato per recitare in Un uomo da marciapiede (1969), ma dovette rinunciare per registrare la seconda stagione de La grande vallata. Al suo posto fu ingaggiato Jon Voight.
Nel 1970 Majors entrò nel cast di Il virginiano per l'ultima stagione (10 episodi), quindi firmò un contratto pluriennale con l'Universal, interpretando il ruolo di Jess Brandon, socio di Arthur Hill, nella serie Difesa a oltranza, che fu trasmesso per tre stagioni dall'ABC.

### L'uomo da sei milioni di dollari
Nel 1973 gli fu affidato il ruolo del colonnello Steve Austin, un ex astronauta divenuto bionico nel telefilm L'uomo da sei milioni di dollari, sempre trasmesso sull'ABC. Majors divenne una stella a livello mondiale ed un'icona degli anni settanta, riscuotendo successo in oltre 70 nazioni. Con lui recitavano Richard Anderson, nel ruolo di Oscar Goldman, capo del colonnello Austin, e Alan Oppenheimer - successivamente rilevato da Martin E. Brooks - nel ruolo del dottor Rudy Wells. Farrah Fawcett, all'epoca moglie di Majors, apparve in quattro episodi, e la coppia collezionò copertine sulle riviste di tutto il mondo.
Nel corso della terza stagione, apparve per la prima volta nella serie l'attrice Lindsay Wagner, nel ruolo di Jaime Sommers, grande amore del passato di Austin. Il personaggio di Jaime subisce un grave incidente e viene fatto morire, ma gli spettatori dell'ABC spedirono dozzine di lettere di protesta, costringendo i produttori a "resuscitare" il personaggio: per salvarle la vita, Jaime viene operata e resa bionica come il compagno, dando origine allo spin-off di un altro grande successo di quegli anni, La donna bionica, trasmesso sulla rete NBC. Tuttavia, dopo il grave incidente, Jaime perde la memoria ed ogni ricordo di Steve Austin. Entrambi i telefilm furono un successo planetario: L'uomo da sei milioni di dollari terminò nel 1978, seguito da La donna bionica, qualche mese più tardi.

### Cinema, TV e videogiochi
Dopo il ruolo di Steve Austin, Majors tentò di conquistare il successo anche in campo cinematografico. Recitò in diversi film (dei quali pochi arrivarono in Italia), ma nessuno ebbe grande riscontro al botteghino. Tornò alla televisione e recitò in Professione pericolo (1981-1986), nel ruolo di Colt Seavers, accanto a Douglas Barr, Heather Thomas e Markie Post. Special guest in alcuni episodi furono Linda Evans e Peter Breck, che avevano lavorato con lui ne La grande vallata (Breck nel ruolo del fratello di Majors, Nick) e Richard Anderson. La serie terminò nel 1986, dopo cinque stagioni.
Nel 2002 presta la voce a Mitch Baker nel videogioco Grand Theft Auto: Vice City.
Nel 2007 recitò nel film Ben 10 - Corsa contro il tempo, nel ruolo di Max Tennyson, nonno di Ben. Dal 2016 al 2018, ha recitato nella parte di Brock Williams, padre di Ash, l'eroe protagonista di Ash vs Evil Dead, serie derivata dal film horror La casa e dai relativi sequel.

## Filmografia parziale

### Cinema
- 5 corpi senza testa (Strait-Jacket), regia di William Castle (1964) - non accreditato
- Miliardario... ma bagnino (Clambake), regia di Arthur H. Nadel (1967) - non accreditato
- Costretto ad uccidere (Will Penny), regia di Tom Gries (1968)
- Il silenzio si paga con la vita (The Liberation of L.B. Jones), regia di William Wyler (1970)
- Il principe Thorwald (The Norseman), regia di Charles B. Pierce (1978)
- 6 uomini d'acciaio (Steel), regia di Steve Carver (1979)
- Killer Fish - L'agguato sul fondo (Killer Fish), regia di Antonio Margheriti (1979)
- Squali! (Sharks: Part 1 e Sharks: Part 2), regia di Alan J. Levi (1979) - Edizione cinematografica italiana di 2 episodi della serie TV L'uomo da sei milioni di dollari
- Gli altri giorni del Condor (Agency), regia di George Kaczender (1980)
- Secret of Bigfoot, regia di Alan Crosland Jr. (1980)
- Quei due (Circle of Two), regia di Jules Dassin (1980)
- The Last Chase, regia di Martyn Burke (1981)
- S.O.S. fantasmi (Scrooged), regia di Richard Donner (1988)
- Uno sbirro e una canaglia (Keaton's Cop), regia di Robert Burge (1990)
- Safe Sex - Tutto in una notte (Trojan War), regia di George Huang (1997)
- Uno per tutti (Musketeers Forever), regia di Georges Chamchoum (1998)
- Chapter Zero, regia di Aaron Mendelsohn (1999)
- L'angelo della morte (The Protector), regia di Bret McCormick (1999)
- New Jersey Turnpikes, regia di Bryan Buckley (1999)
- Indiziato di omicidio (Primary Suspect), regia di Jeff Celentano (2000)
- Here, regia di Brendan Donovan (2001)
- Out Cold, regia di Brendan Malloy (2001)
- Big Fat Liar, regia di Shawn Levy (2002)
- Fate, regia di Ace Cruz (2003)
- Arizona Summer, regia di Joey Travolta (2004)
- Hell to Pay, regia di Chris McIntyre (2005)
- TV: The Movie, regia di Sam Maccarone (2006)
- When I Find the Ocean, regia di Tonya S. Holly (2006)
- Waitin' to Live, regia di Joey Travolta (2006)
- I fratelli Solomon (The Brothers Solomon), regia di Bob Odenkirk (2007)
- The Fall Guy, regia di David Leitch (2024) - cameo

### Televisione
- La grande vallata (The Big Valley) – serie TV, 112 episodi (1965-1969)
- Il virginiano (The Virginian) – serie TV, 24 episodi (1970-1971)
- Difesa a oltranza (Owen Marshall, Counselor at Law) – serie TV, 53 episodi (1971-1974)
- L'uomo da sei milioni di dollari: dalla Luna al deserto (The Six Million Dollar Man), regia di Richard Irving – film TV (1973)
- L'uomo da sei milioni di dollari: vino, donne e guerra (The Six Million Dollar Man: Wine, Women and War), regia di Russ Mayberry – film TV (1973)
- L'uomo da sei milioni di dollari: complotto internazionale (The Six Million Dollar Man: The Solid Gold Kidnapping), regia di Russ Mayberry – film TV (1973)
- L'uomo da sei milioni di dollari (The Six Million Dollar Man) – serie TV, 99 episodi (1974-1978)
- La donna bionica (The Bionic Woman) – serie TV, 6 episodi (1976)
- Professione pericolo (The Fall Guy) – serie TV, 112 episodi (1981-1986)
- Il cowboy e la ballerina (The Cowboy and the Ballerina), regia di Jerry Jameson – film TV (1984)
- Il ritorno dell'uomo da sei milioni di dollari (The Return of the Six Million Dollar Man and Bionic Woman), regia di Ray Austin – film TV (1987)
- Scontro bionico (Bionic Showdown: The Six Million Dollar Man and the Bionic Woman), regia di Alan J. Levi – film TV (1989)
- Raven – serie TV, 20 episodi (1992)
- Il ritorno della donna bionica (Bionic Ever After?), regia di Alan J. Levi – film TV (1994)
- Walker Texas Ranger – serie TV, 1 episodio (1998)
- Son of the Beach – serie TV, 3 episodi (2002)
- Jake 2.0 – serie TV, episodio 1x12 (2003)
- Il sentiero per Hope Rose (The Trail to Hope Rose), regia di David S. Cass Sr. – film TV (2004)
- Will & Grace – serie TV, episodio 7x21 (2005)
- Ben 10 - Corsa contro il tempo (Ben 10: Race Against Time), regia di Alex Winter – film TV (2007)
- Weeds – serie TV, 3 episodi (2008)
- La vita secondo Jim (According to Jim) – serie TV, 2 episodi (2008-2009)
- Community – serie TV, episodio 1x19 (2010)
- Human Target – serie TV, 1 episodio (2010)
- Grey's Anatomy – serie TV, episodio 8x06 (2011)
- Aiutami Hope! (Raising Hope) – serie TV, episodio 7x12 (2012)
- CSI: NY – serie TV, episodio 8x14 (2012)
- Ash vs Evil Dead – serie TV, 6 episodi (2016-2018)
- Le amiche di mamma (Fuller House) – serie TV, episodio 4x06 (2018)
- Magnum P.I. – serie TV, 1 episodio (2019)

## Doppiatori italiani
Nelle versioni in italiano delle opere in cui ha recitato, Lee Majors è stato doppiato da:
- Roberto Del Giudice ne La grande vallata, L'uomo da sei milioni di dollari: dalla Luna al deserto, L'uomo da sei milioni di dollari: vino, donne e guerra, L'uomo da sei milioni di dollari: complotto internazionale, L'uomo da sei milioni di dollari, La donna bionica, Il ritorno dell'uomo da sei milioni di dollari
- Michele Gammino in S.O.S. fantasmi, Le amiche di mamma, The Fall Guy
- Rodolfo Bianchi in Out Cold, Ben 10 - Corsa contro il Tempo, La vita secondo Jim (ep. 8x18)
- Cesare Barbetti in Cinque corpi senza testa, Costretto ad uccidere
- Pino Locchi in Professione: pericolo, Scontro bionico
- Glauco Onorato in Killer Fish - Agguato sul fondo, Raven
- Pietro Biondi in La vita secondo Jim (ep. 7x01), Grey's Anatomy
- Ugo Pagliai ne Il ritorno della donna bionica
- Carlo Sabatini ne Gli altri giorni del Condor
- Sandro Iovino ne I fratelli Solomon
- Franco Zucca in Weeds
- Giorgio Favretto in Big Fat Liar
- Luciano De Ambrosis in CSI: NY
- Mario Scarabelli in Jake 2.0
- Paolo Buglioni in Human Target
- Sergio Di Stefano in Cold Case - Delitti irrisolti
- Aldo Stella in Community
- Dario Penne in Ash vs Evil Dead
- Stefano De Sando in Magnum P.I.